# Fordicídia

La Fordicídia (en llatí: Fordicidia) era la festivitat religiosa per obtenir la fertilitat, celebrada en l'antiga Roma, entesa com una necessitat pel correcte desenvolupament de l'agricultura i la ramaderia. S'acostumava a celebrar el 15 d'abril, invocant Tellus, la divinitat que representava la terra i era el preàmbul del festival en honor de Ceres, la deessa dels camps de cereals.

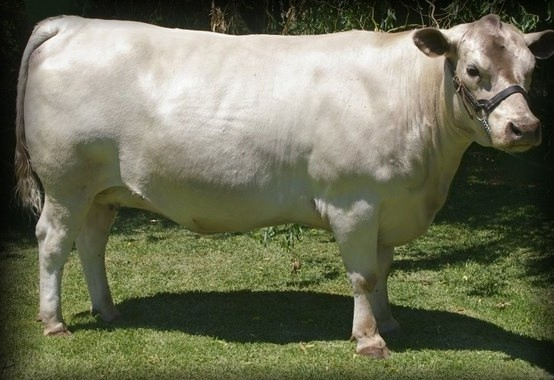
La vaca prenyada, víctima de la Fordicidia.

## Context
En el calendari religiós romà el mes d'abril (Aprilis) estava dedicat a deïtats de caràcter femení o ambigu, celebracions que començaven el dia primer (calendes) amb un festival dedicat conjuntament a Venus i a Juno. Les altres festivitats d'aquest mes relacionades amb la vida agrària eren: la Palília, dels pastors, el dia 21; la Robigàlia el 25, demanant allunyar els llamps de les terres de conreu ; i la Vinàlia, una de les dues celebracions relacionades amb el vi, que ocupava el darrer dia del mes. De totes elles la Fordicídia i la Robigàlia eren els rituals més antics del culte romà.

## Etimologia
Existeix una explicació etimològica que va proporcionar a l'antiguitat Marc Terenci Varró.
La paraula Fordicidia procedeix de l'adjectiu forda aplicat a les vaques prenyades i de l'expressió fordae caedendae, les vaques prenyades que anaven a ser sacrificades per oferir-les a la deessa terra.
També es feia servir la paraula Hordicalia, derivat d'horda, amb el mateix significat que forda.Servi Maure Honorat va escriure que aquesta festa era d'origen sabí, així que és possible que horda i hordicidia siguin les formes purament llatines i que forda i fordicidia siguin termes sabins.
Danielle Porte va fer una interpretació de la Fordicídia, relacionant-la amb la festa dels forns (Fornacàlia), basant-se en un text de Plini que diu que el material per la Fornacàlia era l'ordi. L'ordi es diu en llatí hordeum i segons Quintilià hi havia una segona forma per dir ordi que era fordeum, i això explicaria la duplicitat de formes Hordicidia/Fordicidia i també Hordicalia/Fordicalia. Segons D Porte tant l'ordi com el fetus eren entesos com a portadors de fecunditat.

## Origen

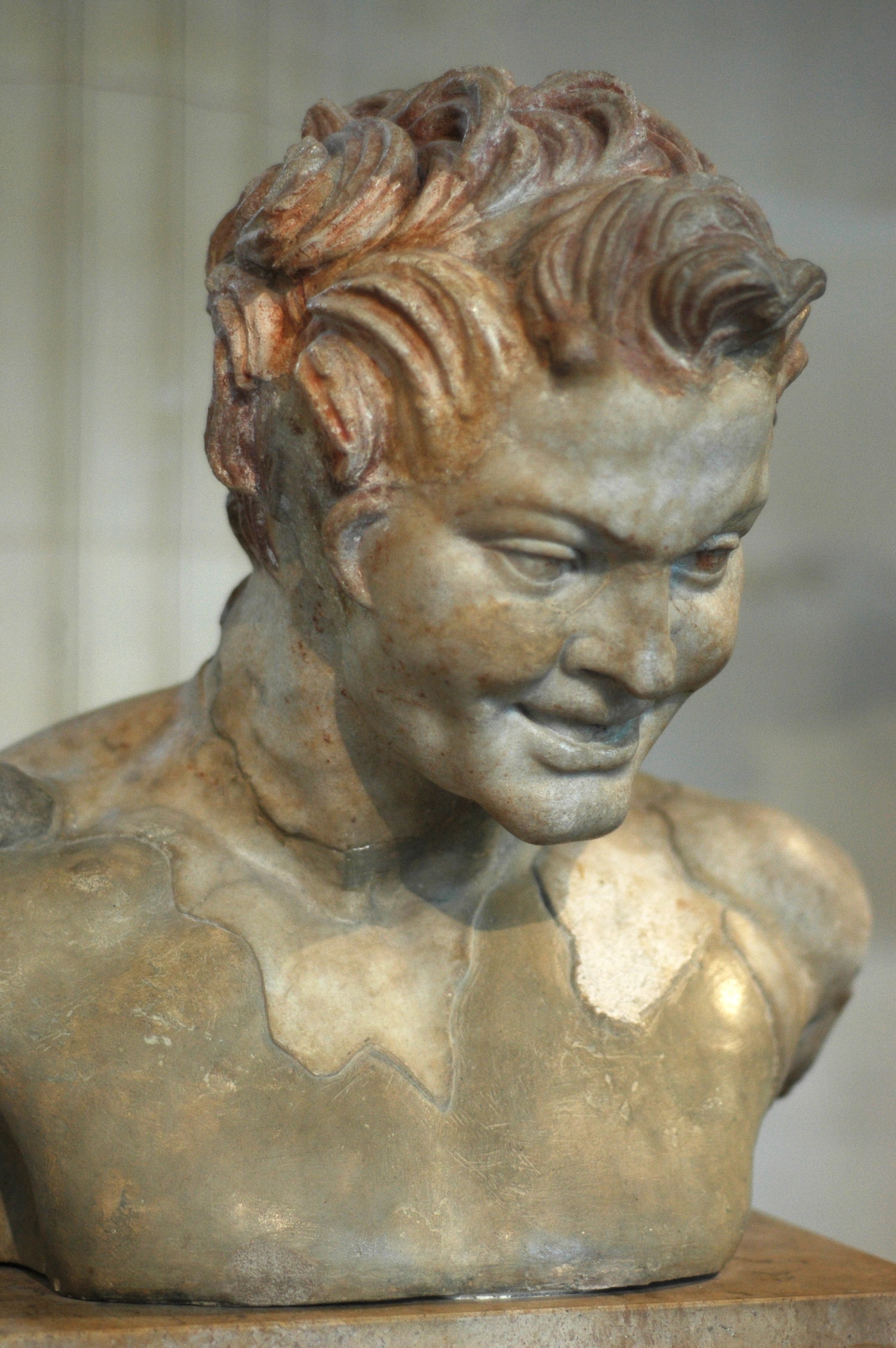
Faunus, l'inspirador el ritual.

Segons la tradició aquesta celebració va ser instituïda pel rei Numa Pompili a qui s'atribueix la creació de la majoria de les lleis que regulaven la vida religiosa dels romans. Es deia que el déu Faunus es va aparèixer en somnis a Numa transmetent-li un missatge: «Amb la mort de bestiar, rei, Tellus serà aplacat: Dos bòvids, però que el sacrifici d'una sola vaca aporti dues ànimes». Numa va interpretar-lo de la següent manera: Si oferia un sacrifici a Tellus consistent en una vaca prenyada, això mitigaria les dures condicions de vida dels camperols romans.

## Descripció
Tot i que era un ritual públic, ja que es feia pel bé de l'estat, també se celebrava en privat, en àmbits familiars reduïts a l'entorn d'una granja. Generalment consistia en un ritual públic, que es feia al Capitoli i un altre a cadascuna de les trenta cúries, la divisió de la ciutat més antiga després de la feta per Ròmul a partir de les tribus originals de la fundació. Aquest era el primer dels dos festivals relacionats amb les curiae. L'altre era la Fornacàlia del febrer, que diferia d'aquest en que no hi havia una cerimònia de caràcter estatal en correspondència a les cerimònies locals i en què la seva data variable era establerta anualment pel curio maximus.

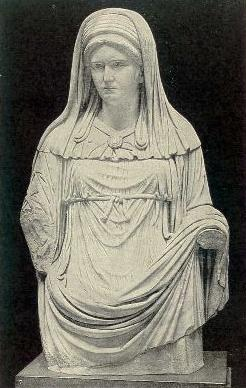
Virgo Vestalis Maxima, la gran sacerdotessa oficiava la cerimònia.

En la cerimònia estatal de la Fordicídia, la Vestal Màxima i les seves ajudants, extreien el fetus del ventre de la vaca i l'incineraven. Les cendres restants les aprofitaven com a ingredient per fer una substància anomenada suffimen, elaborada amb la unió de les cendres i la sang recollida en la festivitat del Cavall d'octubre de l'any anterior, que mesclaven amb les tiges de la planta dels fesols que en restaven després de collir-los. Aquest suffimen s'escampava per damunt de les fogueres de la Palília, la festa que es portava a terme per purificar els pastors i els seus ramats d'ovelles. El sacrifici de la Fordicídia i la preparació del suffimen constituïa el primer esdeveniment públic de l'any en què participaven les verges vestals.

## Interpretació
El sentit d'aquest ritual, segons va suggerir Ovidi i també Joan Laurenci, a la seva obra De Mensibus liber, era assegurar la fertilitat dels camps acabats de sembrar i que ja creixien a l'interior de la Mare Terra, representada per Tellus. Com passava en altres rituals presidits per les vestals, el vedell no nat era considerat una criatura intermèdia: encara no nascut però viu; sense ser una víctima de ple dret i, en canvi, era sacrificat. L'actuació de les vestals en la reutilització d'elements emfatitzava la importància dels detalls per la vida a la terra, lligant la salut i seguretat dels ramats amb la seguretat de la ciutat, incloent especialment la seva seguretat militar contra les invasions.

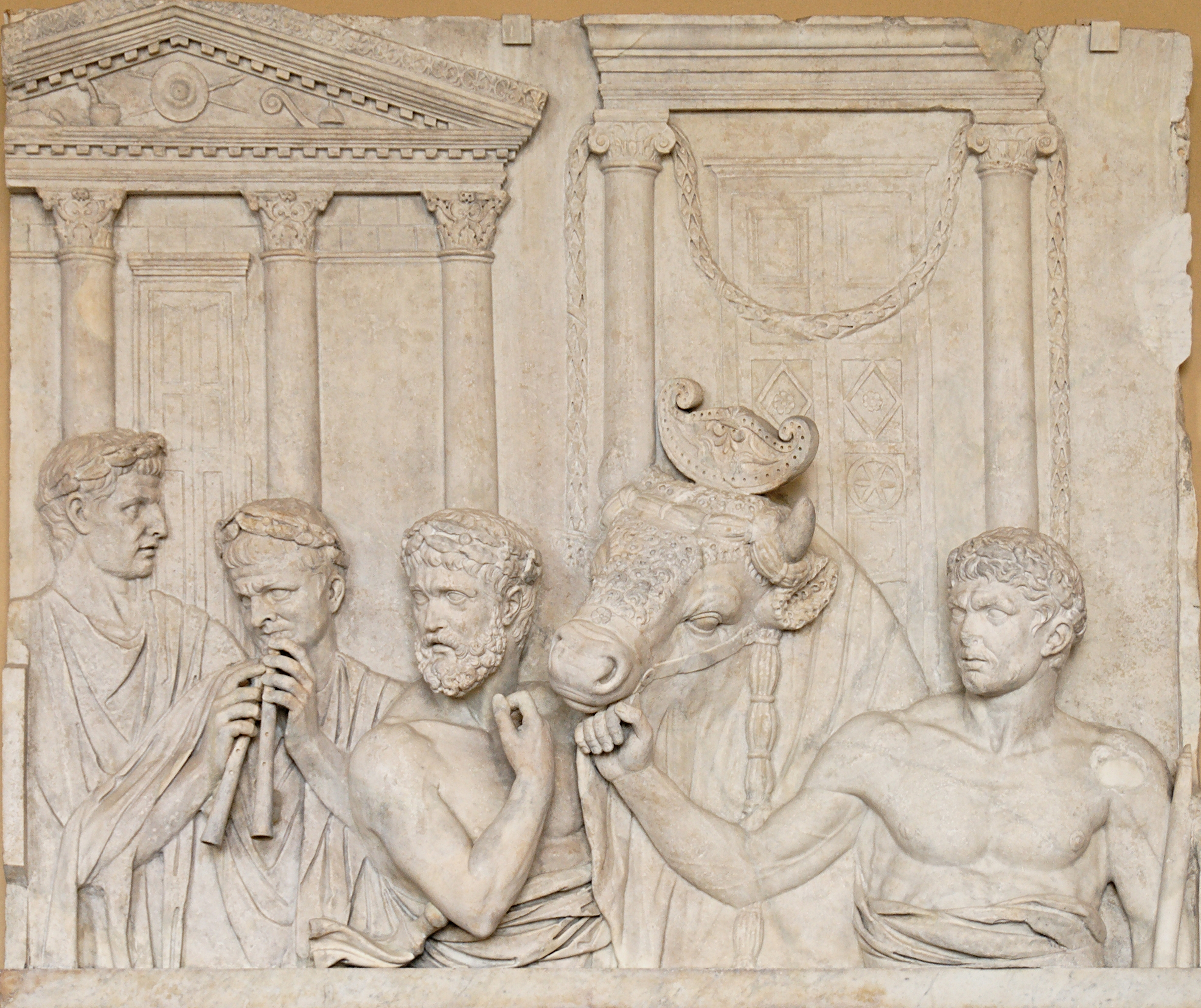
Preparació d'un sacrifici amb un bòvid.

Probablement la Fordicídia es va deixar de celebrar juntament amb les altres festes de l'antiga religió romana, a partir de la prohibició de l'emperador Teodosi I l'any 391, però ja abans havia caigut en desús per la introducció de les creences cristianes, ja que no consta en el calendari del 354.

## Comparacions
William Fawler va establir un paral·lelisme amb un ritual de la religió xinesa que havia observat i descrit l'ambaixador britànic en aquell país, John Barrow, l'any 1804. Al Temple de la Terra, es portava en processó una gran vaca de porcellana, llavors se l'esmicolava i se'n treien de l'interior figures que representaven petites vaques, les quals es distribuïen entre els assistents com a símbol portador de bona sort durant l'època de creixement de la collita. Fowler va especular que aquest ritual xinès devia ser la representació d'un ritual anterior consistent en el sacrifici d'una vaca prenyada, tal com es feia en la religió romana, però que els xinesos havien transmès els beneficis del ritual a un objecte (Fetitxisme).
Georges Dumézil també va fer una comparació, però amb el sacrifici bramànic de l'aṣtāpadī, («la vaca de les vuit potes»), el sacrifici gairebé idèntic d'una vaca prenyada.